# BMW Open 2019
BMW Open 2019, oficiálním názvem BMW Open by FWU 2019, byl tenisový turnaj pořádaný jako součást mužského okruhu ATP Tour, který se odehrával v areálu MTTC Iphitos na otevřených antukových dvorcích. Probíhal mezi 29. dubnem až 5. květnem 2019 v německém Mnichově jako čtyřicátý šestý ročník turnaje.
Turnaj s rozpočtem 586 140 eur patřil do kategorie ATP Tour 250. Nejvýše nasazeným hráčem ve dvouhře se stal třetí tenista světa a dvojnásobný obhájce troofeje Alexander Zverev z Německa, kterého ve třetím kole vyřadil Garin. Jako poslední přímý účastník hlavní singlové soutěže nastoupil 78. hráč žebříčku Lotyš Ernests Gulbis.
Druhý singlový titul na okruhu ATP Tour vybojoval 22letý Chilan Cristian Garín, jenž navázal na tři týdny starý triumf z Houstonu. Premiérovou společnou trofej ze čtyřhry si odvezl dánsko-německý pár Frederik Nielsen a Tim Pütz.

## Rozdělení bodů a finančních odměn

### Rozdělení bodů
| Soutěž  | vítězové | finalisté | semifinalisté | čtvrtfinalisté | 16 v kole | 32 v kole | Q  | Q2 | Q1 |
| ------- | -------- | --------- | ------------- | -------------- | --------- | --------- | -- | -- | -- |
| dvouhra | 250      | 150       | 90            | 45             | 20        | 0         | 12 | 6  | 0  |
| čtyřhra | 250      | 150       | 90            | 45             | 0         | —         | —  | —  | —  |

### Finanční odměny
| Soutěž                              | vítězové | finalisté | semifinalisté | čtvrtfinalisté | 16 v kole | 32 v kole | Q2     | Q1     |
| ----------------------------------- | -------- | --------- | ------------- | -------------- | --------- | --------- | ------ | ------ |
| dvouhra                             | €90 390  | €48 870   | €26 990       | €15 335        | €8 815    | €5 285    | €2 555 | €1 280 |
| čtyřhra                             | €29 650  | €16 200   | €8 240        | €4 710         | €2 760    | —         | —      | —      |
| částka ve čtyřhře je uvedena na pár |          |           |               |                |           |           |        |        |

## Mužská dvouhra

### Nasazení
| Stát                          | Hráč                  | ATP | Nasazení |
| ----------------------------- | --------------------- | --- | -------- |
| Německo                       | Alexander Zverev      | 3.  | 1.       |
| Rusko                         | Karen Chačanov        | 13. | 2.       |
| Itálie                        | Marco Cecchinato      | 17. | 3.       |
| Španělsko                     | Roberto Bautista Agut | 21. | 4.       |
| Spojené království            | Kyle Edmund           | 23. | 5.       |
| Argentina                     | Diego Schwartzman     | 25. | 6.       |
| Argentina                     | Guido Pella           | 28. | 7.       |
| Maďarsko                      | Márton Fucsovics      | 36. | 8.       |
| Žebříček ATP k 22. dubnu 2019 |                       |     |          |

### Jiné formy účasti
Následující hráči obdrželi divokou kartu do hlavní soutěže:
- Karen Chačanov[6]
- Maximilian Marterer
- Rudolf Molleker

Následující hráči postoupili z kvalifikace:
- Denis Istomin
- Yannick Maden
- Thiago Monteiro
- Lorenzo Sonego

### Odhlášení
před zahájením turnaje
- Radu Albot → nahradil jej  Marius Copil

## Mužská čtyřhra

### Nasazení
| Stát                                                                                    | Hráč            | Stát               | Hráč           | ATP  | Nasazení |
| --------------------------------------------------------------------------------------- | --------------- | ------------------ | -------------- | ---- | -------- |
| Indie                                                                                   | Rohan Bopanna   | Spojené království | Dominic Inglot | 67.  | 1.       |
| USA                                                                                     | Austin Krajicek | Nový Zéland        | Artem Sitak    | 81.  | 2.       |
| Spojené království                                                                      | Ken Skupski     | Spojené království | Neal Skupski   | 91.  | 3.       |
| Česko                                                                                   | Roman Jebavý    | Argentina          | Andrés Molteni | 100. | 4.       |
| Žebříček ATP k 22. dubnu 2019; číslo je součtem žebříčkového postavení obou členů páru. |                 |                    |                |      |          |

### Jiné formy účasti
Následující páry obdržely divokou kartu do hlavní soutěže:
- Matthias Bachinger /  Peter Gojowczyk
- Yannick Maden /  Maximilian Marterer

Následující pár nastoupil z pozice náhradníka:
- Andre Begemann /  Rudolf Molleker

### Odhlášení
před zahájením turnaje
- Benoît Paire (nemoc)[4]

## Přehled finále

### Mužská dvouhra
- Cristian Garín vs.  Matteo Berrettini, 6–1, 3–6, 7–6(7–1).

### Mužská čtyřhra
- Frederik Nielsen /  Tim Pütz vs.  Marcelo Demoliner /  Divij Šaran, 6–4, 6–2